# Ocean Man 69A
Ocean Man 69A är ett reservat i Kanada.   Det ligger i provinsen Saskatchewan, i den sydöstra delen av landet, 2 100 km väster om huvudstaden Ottawa.
Trakten runt Ocean Man 69A består till största delen av jordbruksmark. Trakten runt Ocean Man 69A är nära nog obefolkad, med mindre än två invånare per kvadratkilometer.